# チャールズ・パーハム

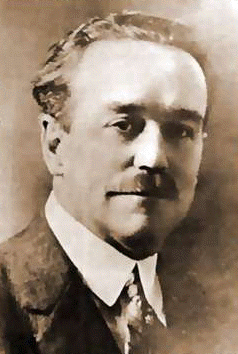
チャールズ・パーハム

チャールズ・フォックス・パーハム（Charles Fox Parham、1873年 - 1929年）は、アメリカ合衆国のペンテコステ派の最初の指導者。牧師。ベテル・バイブル・カレッジの創立者、初代校長。
パーハムは、メソジスト、ホーリネス、クエーカーの影響を受けていた。1900年にベテル・バイブル・カレッジを開校した。この聖書学校で読むことを許されたのは、ただ聖書のみであった。12月31日にパーハムが女学生アグネス・オズマンに按手をし、按手を受けた女学生とその場にいた者が異言を語りだした時から、ペンテコステ派が始まるとされる。
ウィリアム・シーモアが聖書学校への入学を希望したが、シーモアが黒人であったために、窓の外で授業を聞かせた。
パーハムは「聖霊のバプテスマを受けることが大患難時代を逃れる唯一の方法であり、異言がその唯一の保証である」とした 。

## 参考
- 『リバイバルの源流を辿る』尾形守　マルコーシュ・パブリケーション社